# Plenarprotokoll

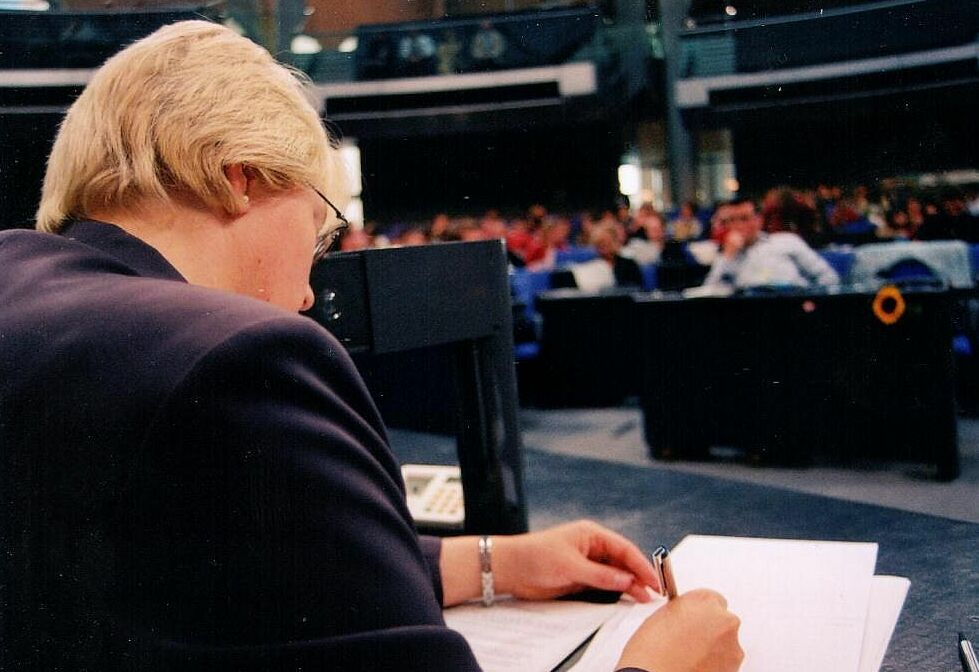
Stenografin im Bundestag

Ein Plenarprotokoll ist die wörtliche Mitschrift einer Sitzung (Plenum). Die Niederschrift erfolgt i. d. R. durch Stenographen.
Ein Protokoll der Reden im Parlament werden während der Sitzung meist durch Stenographen aufgezeichnet. Nach Ende der Sitzung werden diese dem Parlamentspräsidenten vorgelegt, der diese ggf. nachprüft oder Einwände gegen das Protokoll entgegennimmt. Im Deutschen Bundestag haben die Redner darüber hinaus zwei Stunden Zeit, das Protokoll zu korrigieren, wobei der Sinn der Rede oder Teile dieser nicht durch die Korrekturen verändert werden darf. Sobald der Parlamentspräsident die Niederschrift unterzeichnet hat, werden diese gedruckt und je nach Parlament veröffentlicht.
Im manchen Parlamenten ist es üblich das Protokoll nicht nur mit dem Datum, sondern auch mit der Nummer der jeweiligen Legislaturperiode sowie einer fortlaufenden Zahl zu versehen, so im Deutschen Bundestag.